# Centro de Educação Ambiental Suely Marcondes de Moura Festugatto
O Centro de Educação Ambiental Suely Marcondes de Moura Festugatto, também conhecido como "Parque Ambiental de Cascavel", é um espaço público de conservação e estudos ambientais, do município brasileiro de Cascavel, estado do Paraná.
Criado e administrado pela municipalidade com o objetivo de proporcionar o lazer, a educação ambiental e a pesquisa. Sua inauguração ocorreu em 27 de outubro de 1999.

## Atrações
Em sua área de 140 hectares de floresta nativa preservada, encontram-se plantas e árvores, como a peroba, tápia, cedro, canela, araucária, erva-mate, jerivá, marfim, vassourão, xaxim e outras. 
No local habitam animais silvestres, como lagartos, quatis, araras, maritacas, macaco prego, tatu, serpentes.
Para os visitantes há um eco-museu para atividades de educação ambiental, trilhas e brinquedos, bebedouros, pontos de descanso e equipamentos para exercícios físicos.

## Ensino profissionalizante
Em sua área contígua, encontra-se uma estrututura denominada FUNDETEC, que abriga o Centro Estadual de Educação Profissional - CEEP, uma escola profissionalizante gerida pelo governo do estado do Paraná, que em 2021 fechou acordo com a municipalidade para utilizar a estrutura do parque no processo de ensino profissionalizante na área de técnico agrícola.